# CALAR
CALAR (Center for Applied Laboratory Animal Research) er et forskningscenter under Det Biovidenskabelige Fakultet for Fødevarer, Veterinærmedicin og Naturressourcer bestående af universitetsforskere og industri, som gennem anvendt forskning arbejder for at forbedre velfærd for forsøgsdyr og medarbejdere i forsøgsdyrfaciliteter.
CALAR gennemfører forskning indenfor området, publicerer resultater i peer-reviewede tidskrifter og på et årligt symposium.
Blandt de involverede virksomheder er Lundbeck, LEO Pharma og Novo Nordisk.